# Jean-Pierre Boyer

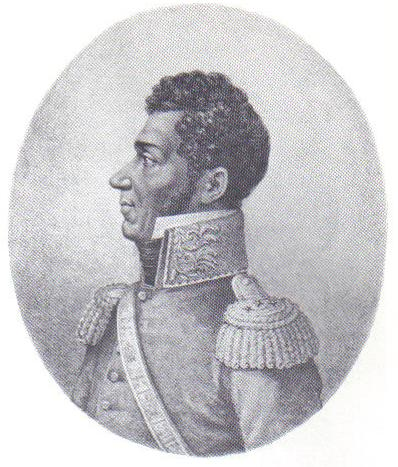
Jean-Pierre Boyer

Jean-Pierre Boyer (Port-au-Prince, 15 februari 1776 - Parijs, 9 juli 1850) was president voor het leven van Haïti van 1818 tot 1843. Hij herenigde het noordelijke en zuidelijke deel van Haïti in 1820 en veroverde in 1822 Santo Domingo (de huidige Dominicaanse Republiek) waardoor het hele eiland Hispaniola vanaf toen onder één gezag kwam te staan. 
Hij werd geboren als een vrije mulat, zoon van een Fransman en Afrikaanse moeder. Hij werd opgeleid in Frankrijk aan een militaire academie en promoveerde al snel tot bataljonscommandant. In 1794 vocht hij tegen een Brits expeditieleger dat Saint-Domingue, zoals de toenmalige Franse kolonie nog heette, was binnengevallen. Later vocht hij samen met generaal André Rigaud tegen de zwarte bevolking onder leiding van de rebellenleider Toussaint Louverture in de Haïtiaanse Revolutie. 